# 乌尔里希·帕普克
乌尔里希·帕普克（德語：Ulrich Papke，1962年5月4日—），德国男子皮划艇运动员。他曾代表德国参加1992年夏季奥林匹克运动会皮划艇比赛，获得男子双人划艇1000米金牌和男子双人划艇500米银牌。